# Moscufo
Moscufo är en ort och kommun i provinsen Pescara i regionen Abruzzo i Italien. Kommunen hade 3 169 invånare (2018).